# Lypothora
Lypothora là một chi bướm đêm thuộc họ Tortricidae.

## Các loài
- Lypothora fernaldii Butler, 1883
- Lypothora walsinghamii Butler, 1883